# بروتين الريبوسوم S27
بروتين الريبوسوم S27 (بالإنجليزية: Ribosomal Protein S27)‏ (RPS27) هوَ بروتين يُشَفر بواسطة جين RPS27 في الإنسان. الريبوسومات هي العضيات التي تحفز تخليق البروتين، تتكون من وحدة فرعية صغيرة 40S ووحدة فرعية كبيرة 60S. تتكون هذه الوحدات الفرعية معًا من 4 أنواع من رنا RNA وحوالي 80 بروتينًا مميزًا من الناحية الهيكلية. ويعد أحد مكونات الوحدة الصغرى 40S للريبوسوم والذي يلعب دورًا مهمًا في الترجمة في عملية الاصطناع الحيوي للبروتين (التي تشكل جزءا من عملية التعبير الجيني).

## الأهمية السريرية
وجد أن هذا الجين ينشط في سرطان القولون، ويعتبر واسم حيوي للتنبؤ بالنتيجة المستقبلية لحالة المريض المصاب بسرطان القولون. كما له دور في هجرة الخلايا السرطانية في سرطان البروستاتا.

## روابط خارجية
- نظرة شاملة على جميع المعلومات الهيكلية المتاحة في بنك بيانات البروتينات (PDB) لـقاعدة البيانات يونيبروت (UniProt): E6PBU5 (بروتين الريبوسوم S27) في بنك بيانات البروتين في أوروبا (PDBe-KB).